# Macea
Macea est une commune roumaine du județ d'Arad, dans la région historique de Crișana et dans la région de développement Ouest. Elle se trouve à quelques kilomètres de la ville de Curtici.

## Géographie
La commune de est située dans la plaine de l'ouest de la Roumanie, à 25 km de la ville d'Arad, et à distance égale entre les rivières Mureș et Crișul Alb.
La commune est composée des localités Macea et Sânmartin.

## Histoire
La première mention écrite de la commune date de 1380.

## Politique
Le Conseil Municipal de Macea compte 15 sièges de conseillers communaux. À l'issue des élections locales de juin 2008, Ioan Mercea a été élu maire de la commune.
| Parti                          | Nombre de conseillers |
| ------------------------------ | --------------------- |
| Parti démocrate-libéral (PD-L) | 5                     |
| Parti social-démocrate (PSD)   | 9                     |
| Parti national libéral (PNL)   | 1                     |

## Religions
En 2002, la composition religieuse de la commune était la suivante :
- Chrétiens orthodoxes, 78,31 % ;
- Adventistes du septième jour, 6,69 %
- Catholiques romains, 6,35 % ;
- Baptistes, 3,90 % ;
- Pentecôtistes, 3,32 % ;
- Réformés, 0,51 % ;
- Catholiques grecs, 0,37 %.

## Démographie
En 2002, la commune comptait 5 281 Roumains (85,60 %), 514 Tsiganes (8,33 %), 204 Hongrois (3,30 %), 136 Allemands (2,20 %) ainsi que des individus (0,6 %) appartenant à d'autres communautés.
| 2002  | 2007  |
| ----- | ----- |
| 6 169 | 6 519 |

## Économie
L'économie de la commune, reposant sur l'agriculture, l'élevage, l'industrie agroalimentaire, le tourisme (tourisme rural y compris), est en croissance continue depuis le début du XXIe siècle.

## Lieux, monuments, événements
- Château Cernovici
- Jardin botanique
- Arboretum
- Festival annuel de la caricature et de l'humour

## Galerie

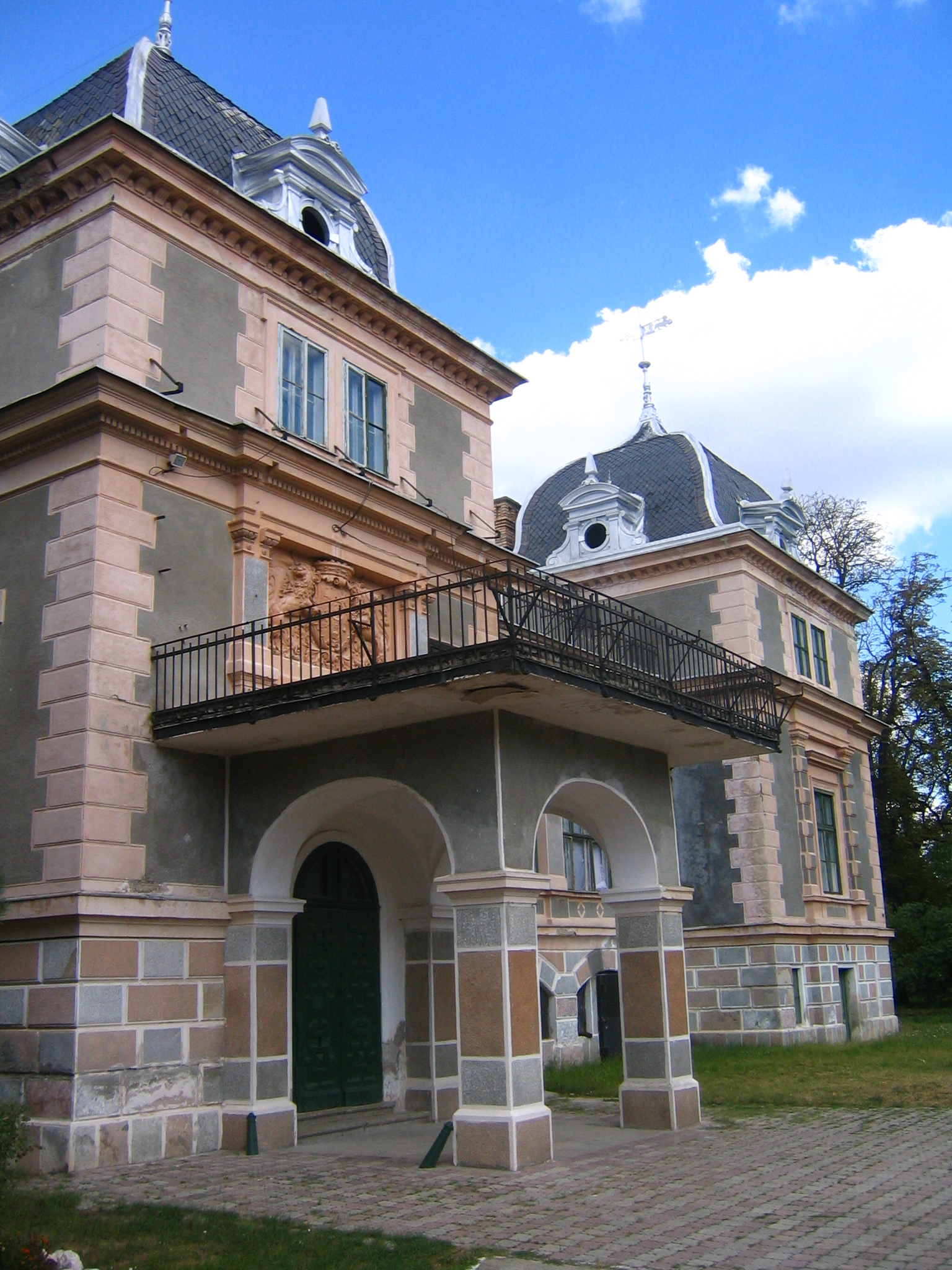
Château Cernovici
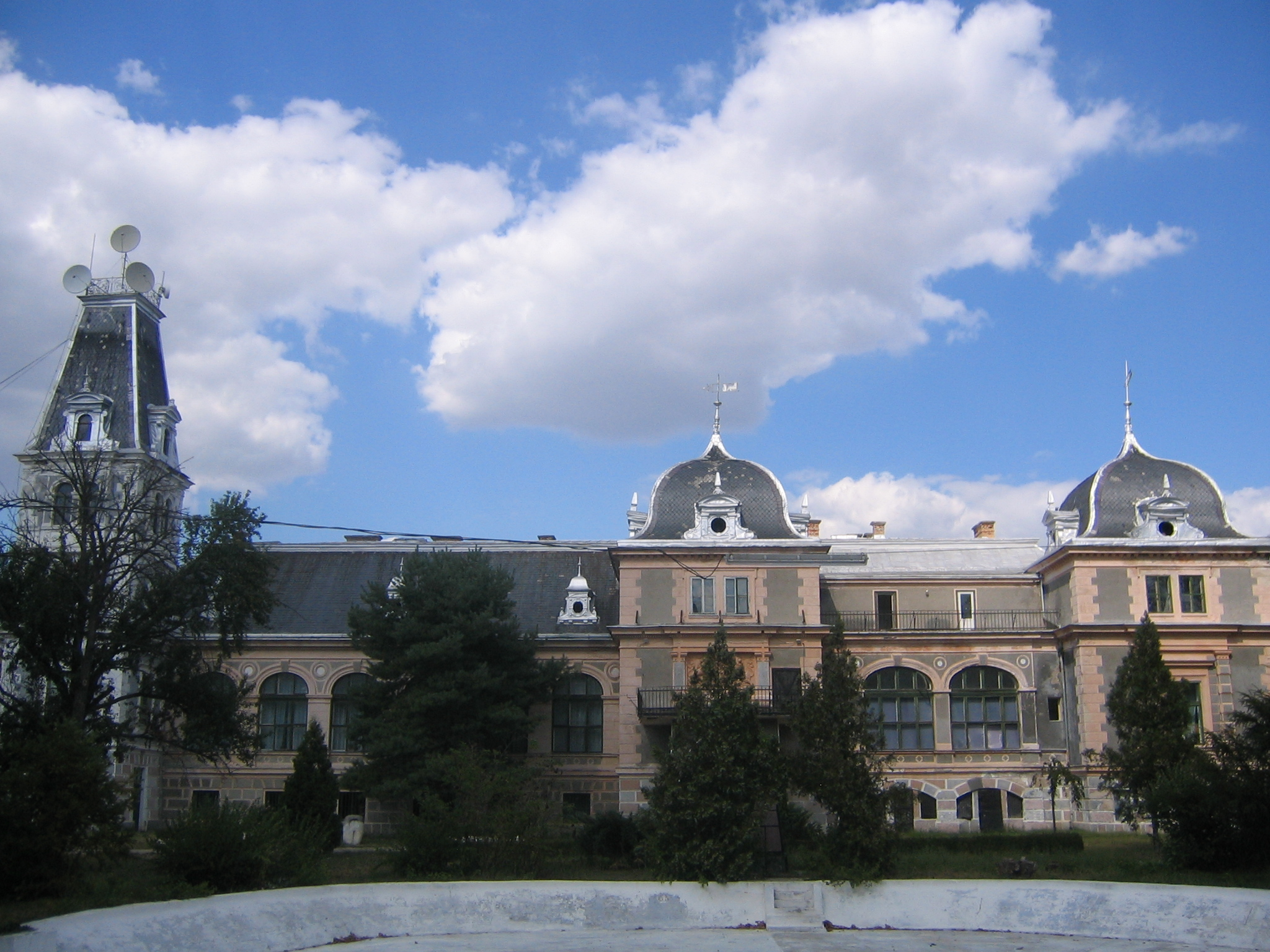
Château Cernovici